# 阿泽姆格尔
阿泽姆格尔（Azamgarh）是印度北方邦阿泽姆格尔县的一个城镇。总人口104943（2001年）。

## 人口
该地2001年总人口104943人，其中男性51284人，女性53659人；0—6岁人口12565人，其中男7027人，女5538人；识字率14.12%，其中男性为15.77%，女性为12.53%。